# New beat
Il New beat (noto anche come Belgian hardcore) è un genere musicale nato in Belgio negli anni ottanta, il New beat è il precursore diretto del techno hardcore e dei suoi sottogeneri musicali (attualmente noti come musica rave).

## Storia
La versione più nota vuole che il new beat sarebbe nato quando, lungo la seconda metà degli anni ottanta, alcuni dj belgi iniziarono a proporre dischi EBM riducendo la loro velocità di riproduzione standard da 45 a 33 bpm. Dopo essere divenuto noto a livello nazionale nel 1987, lo stile godette di una modesta fama anche all'estero. Tuttavia, già a partire dagli anni novanta, il new beat subì un notevole calo di popolarità.

## Caratteristiche
Ispirato all'EBM ed all'Hi-NRG, il new beat presenta sempre numerosi suoni pre-registrati, nonché ritmi generalmente lenti (la loro frequenza varia fra i 90 ed i 120 bpm). Alcuni dei musicisti new beat più noti e importanti includono T99, Confetti's, Bassline Boys, Rhythm Device, Tribe 22, 101, Bingo!, HNO3, Bazz, In-D, ZAG, The Project, Acts Of Madmen, Nux Nemo, The Concrete Beat, Praga Khan e i Lords of Acid.